# PDC Awards Dinner
Das PDC Annual Awards Dinner ist eine seit 2007 von der Professional Darts Corporation ausgetragene Feierstunde, bei der zu Beginn jedes neuen Jahres die besten Spieler des vorangegangenen Jahres ausgezeichnet werden. Die Zeremonie findet traditionell im The Dorchester in London statt.

## Besonderheiten
Es gibt insgesamt acht Kategorien, in denen Spieler ausgezeichnet werden. Dazu kommt der „Nine Dart Club“, in den jedes Jahr jene Spieler aufgenommen werden, die im vorangegangenen Jahr ein Nine dart finish geworfen haben. Wer dies in einem sogenannten Major-Turnier, das im Fernsehen übertragen wird, schaffte, erhält eine goldene Anstecknadel. Wer dies in einem sogenannten ProTour-Turnier, das nicht im Fernsehen übertragen wird, erreichte, erhält eine silberne Anstecknadel.
In der Kategorien „Fans' Player of the Year“ stimmen die Fans auf der Internetseite der PDC für ihren Favoriten, in der Kategorie „Players' Player of the Year“ stimmen die Spieler der PDC für den Favoriten aus ihren eigenen Reihen.
Eine Sonderstellung hat die Kategorie „Hall of Fame“, die bereits vor dem ersten Award Dinner existierte und in die nicht jedes Jahr neue Mitglieder aufgenommen werden. Zudem wurden in der Kategorie „Best Newcomer“ in den Jahren 2013 und 2016 stattdessen die „Most Improved Player“ ausgezeichnet.

## Preiskategorien

### PDC Player of the Year
- 2023: Luke Humphries, England
- 2022: Michael Smith, England
- 2021: Peter Wright, Schottland
- 2020: Gerwyn Price, Wales
- 2019: Michael van Gerwen, Niederlande
- 2018: Michael van Gerwen, Niederlande
- 2017: Michael van Gerwen, Niederlande
- 2016: Michael van Gerwen, Niederlande
- 2015: Gary Anderson, Schottland / Michael van Gerwen, Niederlande
- 2014: Gary Anderson, Schottland
- 2013: Michael van Gerwen, Niederlande
- 2012: Phil Taylor, England
- 2011: Phil Taylor, England
- 2010: Phil Taylor, England
- 2009: Phil Taylor, England
- 2008: Phil Taylor, England
- 2007: James Wade, England
- 2006: Phil Taylor, England

### PDC Best Newcomer
- 2023: Gian van Veen, Niederlande
- 2022: Josh Rock, Nordirland
- 2021: Alan Soutar, Schottland
- 2020: Damon Heta, Australien
- 2019: Glen Durrant, England
- 2018: Luke Humphries, England
- 2017: Rob Cross, England
- 2016: Mensur Suljović, Österreich (Most Improved Player)
- 2015: Alan Norris, England
- 2014: Stephen Bunting, England
- 2013: Peter Wright, Schottland (Most Improved Player)
- 2012: Dean Winstanley, England
- 2011: Dave Chisnall, England
- 2010: Mark Hylton, England
- 2009: Simon Whitlock, Australien
- 2008: Robert Thornton, Schottland
- 2007: Mervyn King, England
- 2006: Raymond van Barneveld, Niederlande

### PDC Young Player of the Year
- 2023: Luke Littler, England
- 2022: Josh Rock, Nordirland
- 2021: Rusty-Jake Rodriguez, Österreich
- 2020: Callan Rydz, England
- 2019: Luke Humphries, England
- 2018: Max Hopp, Deutschland
- 2017: Dimitri Van den Bergh, Belgien
- 2016: Benito van de Pas, Niederlande
- 2015: Michael Smith, England
- 2014: Keegan Brown, England
- 2013: Michael Smith, England
- 2012: Michael van Gerwen, Niederlande
- 2011: Michael van Gerwen, Niederlande
- 2010: Arron Monk, England
- 2009: Adrian Lewis, England
- 2008: James Wade, England
- 2007: Kirk Shepherd, England
- 2006: James Wade, England

### Players' Player of the Year
- 2023: Luke Humphries, England
- 2022: Michael Smith, England
- 2021: Jonny Clayton, Wales
- 2020: Gerwyn Price, Wales
- 2019: Peter Wright, Schottland
- 2018: Michael Smith, England
- 2017: Rob Cross, England
- 2016: Michael van Gerwen, Niederlande
- 2015: Michael van Gerwen, Niederlande
- 2014: Gary Anderson, Schottland
- 2013: Peter Wright, Schottland
- 2012: Michael van Gerwen, Niederlande
- 2011: Justin Pipe, England
- 2010: Simon Whitlock, Australien
- 2009: Phil Taylor, England
- 2008: Phil Taylor, England
- 2007: James Wade, England
- 2006: Dennis Priestley, England

### PDC Fans' Player of the Year
- 2023: Luke Humphries, England
- 2022: Michael Smith, England
- 2021: Jonny Clayton, Wales
- 2020: Gerwyn Price, Wales
- 2019: Peter Wright, Schottland
- 2018: Gary Anderson, Schottland
- 2017: Rob Cross, England
- 2016: Michael van Gerwen, Niederlande
- 2015: Gary Anderson, Schottland
- 2014: Gary Anderson, Schottland
- 2013: Michael van Gerwen, Niederlande
- 2012: Michael van Gerwen, Niederlande
- 2011: Phil Taylor, England
- 2010: Phil Taylor, England
- 2009: Phil Taylor, England
- 2008: Phil Taylor, England
- 2007: Phil Taylor, England
- 2006: Raymond van Barneveld, Niederlande

### PDC ProTour Player of the Year
- 2023: Dave Chisnall, England
- 2022: Luke Humphries, England
- 2021: Gerwyn Price, Wales
- 2020: Gerwyn Price, Wales
- 2019: Michael van Gerwen, Niederlande
- 2018: Michael van Gerwen, Niederlande
- 2017: Peter Wright, Schottland
- 2016: Michael van Gerwen, Niederlande
- 2015: Michael van Gerwen, Niederlande
- 2014: Gary Anderson, Schottland
- 2013: Michael van Gerwen, Niederlande
- 2012: Dave Chisnall, England
- 2011: Gary Anderson, Schottland
- 2010: Simon Whitlock, Australien
- 2009: Phil Taylor, England
- 2008: Phil Taylor, England
- 2007: Raymond van Barneveld, Niederlande
- 2006: Barrie Bates, Wales

### Televised Performance of the Year
- 2023: Luke Littler, England (World Darts Championship Halbfinale vs. Rob Cross)
- 2022: Ross Smith, England (European Darts Championship Finale vs. Michael Smith)
- 2021: Michael Smith, England (World Darts Championship Achtelfinale vs. Jonny Clayton)
- 2020: Dave Chisnall, England (World Darts Championship Viertelfinale vs. Michael van Gerwen)
- 2019: Peter Wright, Schottland (World Darts Championship Finale vs. Michael van Gerwen)
- 2018: Daryl Gurney, Nordirland (Player Championship Finale vs. Michael van Gerwen)
- 2017: Rob Cross, England (World Darts Championship Halbfinale vs. Michael van Gerwen)
- 2016: Phil Taylor, England (Champions League of Darts Finale vs. Michael van Gerwen)
- 2015: Robert Thornton, Schottland (World Grand Prix Finale vs. Michael van Gerwen)
- 2014: James Wade, England (The Masters Finale vs. Mervyn King)
- 2013: Simon Whitlock, Australien (European Darts Championship Viertelfinale vs. Jamie Caven)
- 2012: Raymond van Barneveld, Niederlande (Grand Slam of Darts Finale vs. Michael van Gerwen)
- 2011: Adrian Lewis, England (World Darts Championship Halbfinale vs. James Wade)
- 2010: Adrian Lewis, England (World Darts Championship Finale vs. Gary Anderson)
- 2009: Mervyn King (Premier-League-Halbfinale vs. Phil Taylor)
- 2008: James Wade, England (World Matchplay Halbfinale vs. Wayne Mardle)
- 2007: Kevin McDine, England (Grand Slam of Darts Zweite Runde vs. James Wade)
- 2006: Roland Scholten, Niederlande (Premier-League-Halbfinale vs. Raymond van Barneveld)

### PDC Hall of Fame
- 2023: Russ Bray, England
- 2022: keine Ernennung
- 2021: keine Ernennung
- 2020: Barry Hearn, England
- 2019: Rod Harrington, England
- 2018: Dave Clark, England
- 2017: John Part, Kanada
- 2016: keine Ernennung
- 2015: keine Ernennung
- 2014: John Gwynne, England
- 2013: Bruce Spendley, England
- 2012: keine Ernennung
- 2011: Phil Taylor, England
- 2010: Dick Allix, England / Tommy Cox, England
- 2009: Dennis Priestley, England
- 2008: Sid Waddell, England / Dave Lanning, England
- 2007: Phil Jones, England / John Raby, England
- 2006: Freddie Williams, England
- 2005: Eric Bristow, England / John Lowe, England